# Florian Hübner
Florian Hübner (Wiesbaden, 1º marzo 1991) è un calciatore tedesco, difensore del Wehen Wiesbaden.

## Caratteristiche tecniche
È un difensore centrale.

## Carriera

### Club
Cresciuto nelle giovanili dell'Wehen Wiesbaden, debutta il 31 ottobre 2009 nel match pareggiato 0-0 contro l'Eintracht Braunschweig.

### Nazionale
Tra il 2010 ed il 2011 ha giocato 2 partite con la nazionale tedesca Under-20.

## Statistiche

### Presenze e reti nei club
Statistiche aggiornate al 3 giugno 2017.
| Stagione                    | Squadra                     | Campionato                  | Campionato | Campionato | Coppe nazionali | Coppe nazionali | Coppe nazionali | Coppe continentali | Coppe continentali | Coppe continentali | Altre coppe | Altre coppe | Altre coppe | Totale | Totale |
| Stagione                    | Squadra                     | Comp                        | Pres       | Reti       | Comp            | Pres            | Reti            | Comp               | Pres               | Reti               | Comp        | Pres        | Reti        | Pres   | Reti   |
| --------------------------- | --------------------------- | --------------------------- | ---------- | ---------- | --------------- | --------------- | --------------- | ------------------ | ------------------ | ------------------ | ----------- | ----------- | ----------- | ------ | ------ |
| 2009-2010                   | Wehen Wiesbaden             | 3L                          | 4          | 0          | CG              | 0               | 0               |                    | -                  | -                  |             | -           | -           | 4      | 0      |
| 2010-2011                   | Wehen Wiesbaden             | 3L                          | 17         | 0          |                 | -               | -               |                    | -                  | -                  |             | -           | -           | 17     | 0      |
| Totale Wehen Wiesbaden      | Totale Wehen Wiesbaden      | Totale Wehen Wiesbaden      | 21         | 0          |                 | 0               | 0               |                    | -                  | -                  |             | -           | -           | 21     | 0      |
| 2011-2012                   | Borussia Dortmund II        | REG                         | 17         | 3          |                 | -               | -               |                    | -                  | -                  |             | -           | -           | 17     | 3      |
| 2012-2013                   | Borussia Dortmund II        | 3L                          | 31         | 1          |                 | -               | -               |                    | -                  | -                  |             | -           | -           | 31     | 1      |
| Totale Borussia Dortmund II | Totale Borussia Dortmund II | Totale Borussia Dortmund II | 48         | 4          |                 | -               | -               |                    | -                  | -                  |             | -           | -           | 48     | 4      |
| 2013-2014                   | Sandhausen                  | 2B                          | 17         | 2          | CG              | 1               | 0               |                    | -                  | -                  |             | -           | -           | 18     | 2      |
| 2014-2015                   | Sandhausen                  | 2B                          | 22         | 1          | CG              | 1               | 0               |                    | -                  | -                  |             | -           | -           | 23     | 1      |
| 2015-2016                   | Sandhausen                  | 2B                          | 26         | 3          | CG              | 2               | 0               |                    | -                  | -                  |             | -           | -           | 28     | 3      |
| Totale Sandhausen           | Totale Sandhausen           | Totale Sandhausen           | 65         | 6          |                 | 4               | 0               |                    | -                  | -                  |             | -           | -           | 69     | 6      |
| 2016-2017                   | Hannover 96                 | 2B                          | 15         | 1          | CG              | 0               | 0               |                    | -                  | -                  |             | -           | -           | 15     | 1      |
| Totale carriera             | Totale carriera             | Totale carriera             | 149        | 11         |                 | 4               | 0               |                    | -                  | -                  |             | -           | -           | 153    | 11     |